# Pochazia convergens
Pochazia convergens är en insektsart som beskrevs av Walker 1857. Pochazia convergens ingår i släktet Pochazia och familjen Ricaniidae. Inga underarter finns listade i Catalogue of Life.